# Anita Jo
Anita Jo er en tysk stumfilm fra 1919 af Dimitri Buchowetzki.

## Medvirkende
- Bernhard Goetzke - Erik Solmes
- Charles Willy Kayser - Tänzer Tomsen
- Hanni Weisse - Anita Jo
- Lydia Potokaja - Scharfschützin Lola
- Otto Treptow - Pipo
- Elsa Wagner - Somes